# Халкидики (периферийная единица)
Халкидики (греч. Περιφερειακή Ενότητα Χαλκιδικής) — одна из периферийных единиц Греции.
Является региональным органом местного самоуправления и частью административного деления. По программе Калликратиса с 2011 года входит в периферию Центральная Македония. 
Административный центр — город Полийирос.

## Административно-территориальное деление
Периферийная единица Халкидики делится на 5 общин:
- Аристотелис (2)
- Касандра (4)
- Неа-Пропондида (3)
- Полийирос (1)
- Ситония (5)